# Konzerviranje restauriranje predmeta od laka
Konzerviranje restauriranje predmeta od laka specijalnost je unutar konzervacije restauracije posvećena predmetima od laka. 

## Proizvodnja i povijest
Lak je vrsta prevlake odnosno površinskog premaza.Razrijeđuje se u otapalima, te se nanosi u nekoliko slojeva na predmet koji želimo obraditi. Kemijskom reakcijom lak očvrsne te tako učvršćuje i štiti predmet na koji je nanešen. Lak može biti bezbojan, toniran ili pomiješan s pigmentima. Postoje 2 ključne vrste lakova, Azijski lak zvan i Urushi te Europski lak.

### Azijski lak
Tradicionalni se azijski lak proizvodi stoljećima. Sama lak smola dobiva se od Urushi stabla (Toxicodendron vernicifluum), vrste koja raste u Japanu, Kini i Koreji

## Europski lak
Prvi su europski lakovi nastali u 17 stoljeću, i to pod utjecajem iz Japana i Kine uvezenih predmeta. Za razliku od azijskih lakova koji su na bazi urushi smole, europski su lakovi većinom na bazi šelaka, te raznih prirodnih smola. Tipično za neke europske lakove je i korištenje povišenih temperatura kako bi se ubrzalo sušenje premaza (za ovaj se postupak koristi i engleski naziv japaninng).

## Uzroci propadanja

### Starost
Tek izrađeni predmeti od laka vrlo su otporni, i na vodu te druga otapala. Starenjem lak se postupno razgrađuje i propada. 

### Svijetlo
Predmeti od laka vrlo su osjetljivi na svijetlo, te s vremenom blijede i gube boju.

### Voda
Fotodegradirani lak je iznimno osjetljiv na vlagu i vodu i druga polarna otapala.

### Temperatura
Zbog visoke temperature i vlage može doći do termokromatske degradacije laka.

### Oštećenje nosioca
Zbog nepovoljnih okolišnih uvjeta može doći do iskrivljenja, pucanja i otpadanja lakiranog sloja.

### Prijašnje restauracije i popravci
S vremenom prethodni zahvati mogu oštetiti originalnu površinu lakiranog predmeta.

## Konzervacija objekata od laka

### Preventivna konzervacija
Razina rasvijete najviše 50 luxa. Relativna vlažnost najbolje oko 50 %.Temperatura mora biti što stabilnija i ne iznad 22 °C. Kod rukovanja obavezno koristiti pamučne rukavice.

### Konzervacija predmeta
Postupci variraju zavisno o stanju pojedinog objekta. Kako su azijski i europski lakovi različitog sastava, pri konzervaciji istih se koriste drugačije tehnike i materijali. Prije zahvata treba znanstveno analizirati predmet, te dokumentirati osobenosti djela, kako bi se osmislio što primjereniji zahvat, te materijali koji će se koristiti. Profesionalni konzervatori se pri radu drže određenih od struke prihvaćenih etičkih normi.

#### Europske i azijske tehnike
U Aziji se predmeti od orijentalnog laka kod popravaka tretiraju tradicionalnim tehnikama, te se kod nadoknada i novih ispuna koristi Urushi lak. Azijski je lak otrovna supstanca te zahtijeva posebnu obuku da bi ga mogli sigurno koristiti. Također nije reverzibilan niti ga je lako naći na tržištu. Nadalje urushi kod većine ljudi izaziva alergijske reakcije. Na zapadu stoga ove u Aziji uobičajene metode radije ne koriste, već se rabe materijali koji se nakon zahvata po potrebi mogu lako i ukloniti.

##### Suho čišćenje
U biti se svodi na čisto mehaničke postupke - koriste se kistovi, krpe od mikro vlakana, vata, posebne spužve.

##### Mokro čišćenje
Koriste se razna polarna ili nepolarna otapala, uz obavezne prethodne probe, uključujući vodu. Treba naglasiti da je mogućnost oštećenja fotodegradiranih površina manja kod nepolarnih otapala.

##### Konsolidacija
Konsolidacija je proces u kojem stabiliziramo ispucale i površine u početnom stadiju odvajanja od podloge, a sve u svrhu minimalizacije daljnjeg propadanja. Kao konsolidancije se koriste ili orijentalni lak ili drugi organski ili sintetski spojevi, poput primjerice tutkala ili otopine Paraloida B 72. Adhezivi mogu biti razrijeđeni kako bi lakše prodrli u fina napuknuća ili odignute dijelove laka.

##### Ispune
Razne se vrste kitova tj. materijala za ispunjavanje nedostajućih dijelova koriste za rad na europskom ili azijskom laku. Mjesta gdje lak nedostaje zbog oštećenja potrebno je ispuniti bilo zbog strukturalnih bilo zbog estetskih razloga.
. Kitanje se koristi samo tamo gdje nema mogućnosti da spomenuto dodatno ošteti objekt na kojem se radi. Azijski restauratori koriste Urushi kako bi zapunili oštećena mjesta, dok europski restauratori radije koriste materijale poput voska, te poliesternih i epoksidnih smola. Obrađene se ispune zatim retuširaju kako bi ih se estetski reintegriralo s okolnom površinom objekta.

## Online dostupni tekstovi o konzervaciji laka

### Online izvori informacija
| Institucija                         | Naziv rada                                      | Link                                                              |
| ----------------------------------- | ----------------------------------------------- | ----------------------------------------------------------------- |
| Asian Art Museum of San Francisco   | Conservation of Asian Lacquer                   | http://www.asianart.org/collections/conservation-of-asian-lacquer |
| American Institute for Conservation | Art Conservation Wiki - Lacquer                 | http://www.conservation-wiki.com/wiki/Lacquer                     |
| The Getty Institute                 | Characterization of Asian and European Lacquers | http://www.getty.edu/conservation/our_projects/science/lacquers/  |

### Pojedini slučajevi
| Institucija                | Konzervatorski postupak                | Link |
| -------------------------- | -------------------------------------- | --- |
| Victoria and Albert Museum | Conservation of the Mazarin Chest      | http://www.vam.ac.uk/page/c/conservation-of-the-mazarin-chest/                                           |
| Historic New England       | Conservation of a Lacquer Sewing Table | http://www.historicnewengland.org/about-us/whats-new/inside-the-conservation-lab-asian-lacquer-treatment |

## Vanjske poveznice
1. "Conservation of Japanese lacquer in Western collections – conserving". www.academia.edu. Retrieved2016-04-24.
2. Weintraub, S., Tsujimoto, K., & Sadae Y. Walters. (1979). Urushi and Conservation: The Use of Japanese Lacquer in the Restoration of Japanese Art. Ars Orientalis, 11, 39–62. Retrieved from http://www.jstor.org/stable/4629296
3. Consolidation of Stressed and Lifting Decorative Coatings on Wood
4. Williams ,J.L. The Conservation of Asian Lacquer - Case Studies at the Asian Art Museum of San Francisco,2008.  Arhivirana inačica izvorne stranice od 3. kolovoza 2016. (Wayback Machine)
5. Conserving Tangible and Intangible Cultural Heritage:Cleaning Degraded East Asian Lacquer  Arhivirana inačica izvorne stranice od 20. veljače 2021. (Wayback Machine)